# Erfurt villamosvonal-hálózata
Erfurt villamosvonal-hálózata egy nagyvárosi villamoshálózat Németországban, Türingia tartományban, Erfurtban. Hossza 45,2 km, melyen 87 megálló található. Napjainkban a hálózat hat vonalból áll, melyek 1000 mm-es nyomtávolságúak és 750 V egyenárammal villamosítottak. A hálózatot a SWE EVAG üzemelteti. 2012-ben naponta 114 885 utas vette igénybe Erfurt villamoshálózatát.

## Járművek
A hálózaton az alábbi járműsorozatok közlekednek:
- Düwag MGT6D (16)
- Siemens Combino (60)

## Vonalak
|                             | Europaplatz1 ↔ Rieth ↔ Salinenstraße ↔ Anger ↔ Hauptbahnhof ↔ Thüringenhalle (/ Steigerstraße2)                         | 9.4  | 29 | 22 | Combino, MGT6D, KT4D |
|                             | P+R Platz Messe ↔ egapark ↔ Anger ↔ Hanseplatz/FH ↔ Ringelberg                                                          | 9.2  | 24 | 20 | Combino, MGT6D       |
|                             | Europaplatz ↔ Universität ↔ Domplatz Nord ↔ Anger ↔ Hauptbahnhof ↔ Urbicher Kreuz                                       | 12,3 | 36 | 27 | Combino, MGT6D, KT4D |
|                             | Bindersleben3 ↔ Flughafen Erfurt3 ↔ Hauptfriedhof Erfurt (cemetery) ↔ Domplatz Süd ↔ Anger ↔ Hauptbahnhof ↔ Wiesenhügel | 12,8 | 39 | 28 | Combino, MGT6D       |
|                             | Zoopark ↔ Anger ↔ Hauptbahnhof4                                                                                         | 6,5  | 19 | 15 | Combino, MGT6D, KT4D |
|                             | Rieth ↔ Universität ↔ Domplatz Nord ↔ Anger ↔ Hauptbahnhof ↔ Steigerstraße (/ Thüringenhalle2)                          | 7,4  | 25 | 17 | Combino, MGT6D       |
| félkövér = elsődleges jármű | |      |    |    |                      |

1 Interim Rieth és Europeplatz csak hétfőtől szombatig napi rendszerességgel.
2 Kora este és hétvégén rosszul közlekedik az 1-es vonal Rieth felé a Steiger utcából és délre a Thüringenhalle felé A 6-os vonal, amely Rieth felé a Thüringenhalle-ból és délre a Steigerstraße felé közlekedik.
3 A Bindersleben ↔ főtemető szakaszon napközben 20-30 percenként közlekedik, a szokásos 10 perces intervallumban csak hétköznap csúcsidőben áll rendelkezésre; esténként csak 40 percenként közlekedik.
4 A főpályaudvar helyett a Brühler 4 kertekbe egyéni utazásokat végeznek a kora reggeli iskolai közlekedésben.

## Képek

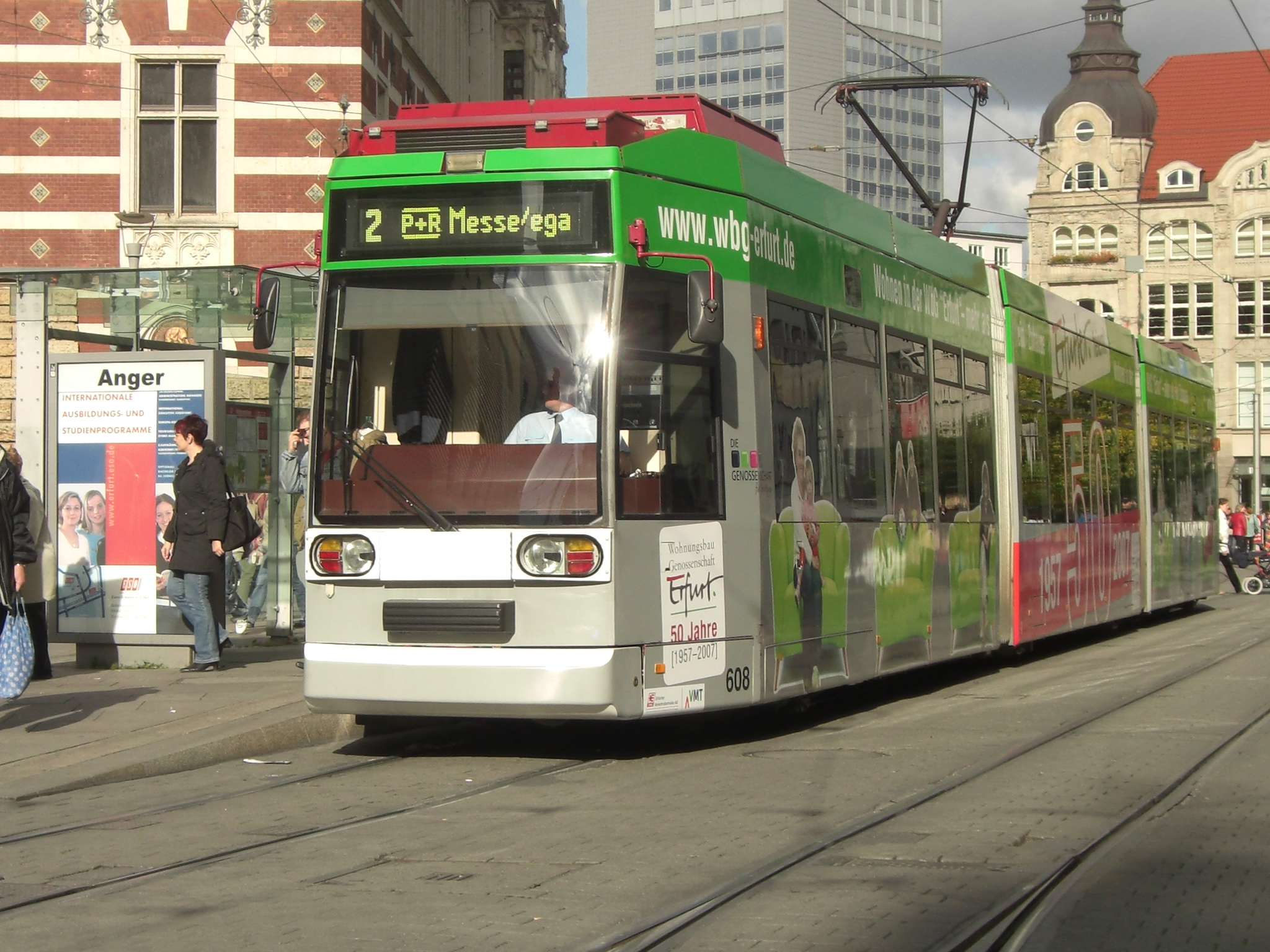
Düwag MGT6D villamos
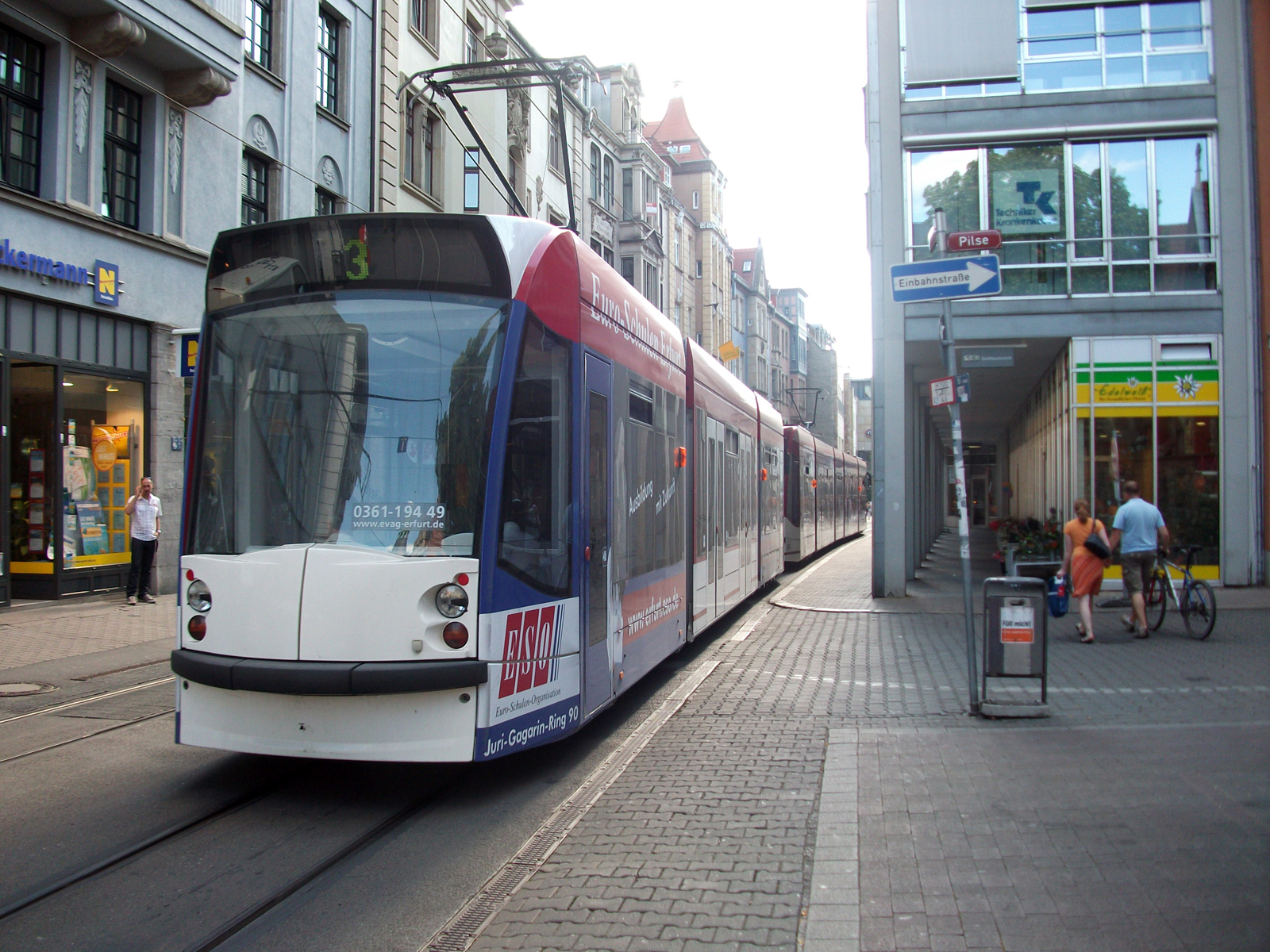
Combino villamos